# Dačice I
Dačice I jsou část města Dačice v okrese Jindřichův Hradec v Jihočeském kraji. Dačice I leží v katastrálním území Dačice o výměře 12,9 km². Zahrnují nejstarší jádro města včetně zámku a tvrze a sportovní areál severně odsud. Patří sem ulice Bratrská, Cukrovarnická, Göthova, Havlíčkovo nám., Krajířova, Křížovnická, Masarykova, Na Příkopech, Neulingerova, Palackého nám., Pivovarská, Soukenická, Školní, Vlašská, Vokáčovo nám.

## Historie
První písemná zmínka o vesnici pochází z roku 1183.

## Obyvatelstvo
| Rok            | 1869  | 1880  | 1890  | 1900  | 1910  | 1921  | 1930  | 1950  | 1961  | 1970  | 1980 | 1991 | 2001 | 2011 | 2021 |
| -------------- | ----- | ----- | ----- | ----- | ----- | ----- | ----- | ----- | ----- | ----- | ---- | ---- | ---- | ---- | ---- |
| Počet obyvatel | 1 188 | 2 497 | 1 354 | 1 446 | 1 398 | 2 674 | 1 428 | 3 329 | 3 292 | 1 055 | 842  | 714  | 725  | 680  | 728  |
| Počet domů     | 165   | 349   | 149   | 154   | 164   | 179   | 221   | 659   | 665   | 158   | 138  | 138  | 143  | 149  | 151  |

## Obecní správa
Dačice I vznikly k 1. lednu 1980 jako část města Dačice v okrese Jindřichův Hradec.